# Octophialucium mollis
Octophialucium mollis är en nässeldjursart som beskrevs av Bouillon 1984. Octophialucium mollis ingår i släktet Octophialucium och familjen Malagazziidae. Inga underarter finns listade i Catalogue of Life.